# ريج بنتلي
ريج بنتلي هو لاعب هوكي الجليد كندي، ولد في 3 مايو 1914 في Delisle, Saskatchewan ‏ في كندا، وتوفي في 1 سبتمبر 1980 في رد دير في كندا.

## وصلات خارجية
- ريج بنتلي على موقع دوري الهوكي الوطني (الإنجليزية)
- ريج بنتلي على موقع EliteProspects.com (الإنجليزية)
- ريج بنتلي على موقع HockeyDB.com (الإنجليزية)
- ريج بنتلي على موقع Hockey-Reference.com (الإنجليزية)